# Dikran Tschuchadschjan

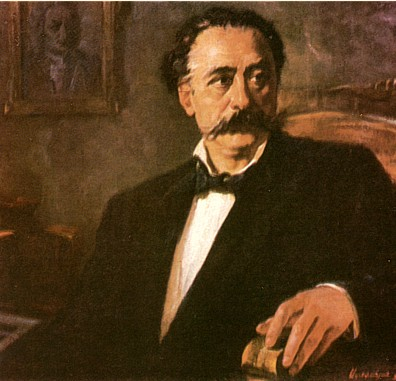
Gemälde von Tschuchadschjan

Dikran Tschuchadschjan (armenisch Տիգրան Չուխաճեան/Չուխաջյան, ostarmenisch Tigran Tschuchatschjan, türkisch Dikran Çuhacıyan; * 1837 in Konstantinopel; † 11. Märzjul. / 23. März 1898greg. in Smyrna) war ein armenischer Opernkomponist.
Als Sohn eines Uhrmachers geboren, wurde er aufgrund seiner Musikalität auf das Konservatorium in Mailand geschickt, wo er sich mit der italienischen Oper vertraut machte.
Tschuchadschjan gilt als erster armenischer Opernkomponist und prägte so die armenische Musiktradition mit. Er gründete eine armenische Musikgesellschaft, die sich der musikalischen Bildung der Konstantinopeler Armenier verschrieben hatte. Er orientierte sich stark an europäischen Maßstäben in seinen Werken. Tschuchadschjan trug wesentlich dazu bei, dass die in Europa typische Opernmusik im Mittleren Osten Verbreitung fand. Durch seinen Einfluss auf künstlerischem Gebiet förderte Tschuchadschjan, der kein Freund der türkischen Herrschaft war, Nationalbewusstsein und -stolz in der armenischen Kunst.
Seine Oper Arschak II. gilt als erstes armenisches Beispiel dieser Musikgattung. Das Werk wurde 1868 komponiert, aber erst im 20. Jahrhundert wiederentdeckt und 1945 am Opern- und Ballett-Theater Jerewan uraufgeführt.

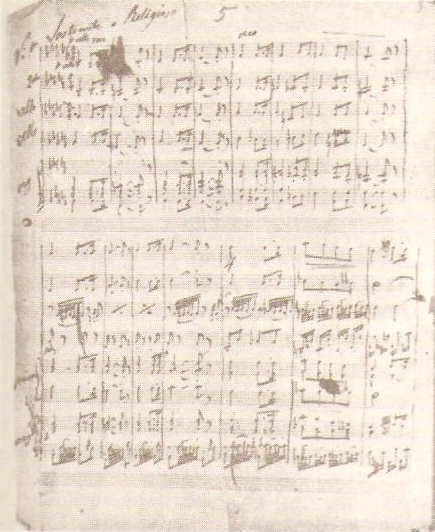
Partiturseite aus Arschak II.

Eine weitere seiner Opern, Leblebiji Hor-Hor Agha von 1875, erfuhr erst am 25. Dezember 2004 in den Vereinigten Staaten ihre Uraufführung, durch die Ardavazt Theatre Company und der Lark Musical Society.